# Campeonato Uruguaio de Futebol de 1979
O Campeonato Uruguaio de Futebol de 1979 foi a 48ª edição da era profissional do Campeonato Uruguaio. O torneio consistiu em uma competição com dois turnos, no sistema de todos contra todos. O campeão foi o Peñarol.

## Classificação
| Pos | Equipe               | Pts | J  | V  | E  | D  | GP | GC | SG  |
| --- | -------------------- | --- | -- | -- | -- | -- | -- | -- | --- |
| 1º  | Peñarol              | 41  | 24 | 19 | 3  | 2  | 47 | 12 | 35  |
| 2º  | Nacional             | 38  | 24 | 17 | 4  | 3  | 53 | 18 | 35  |
| 3º  | Fénix                | 27  | 24 | 10 | 7  | 7  | 23 | 18 | 5   |
| 4º  | Defensor             | 26  | 24 | 9  | 8  | 7  | 30 | 26 | 4   |
| 5º  | River Plate          | 25  | 24 | 8  | 9  | 7  | 25 | 30 | -5  |
| 6º  | Huracán Buceo        | 22  | 24 | 8  | 6  | 10 | 23 | 23 | 0   |
| 7º  | Montevideo Wanderers | 22  | 24 | 7  | 8  | 9  | 26 | 28 | -2  |
| 8º  | Bella Vista          | 21  | 24 | 6  | 9  | 9  | 33 | 37 | -4  |
| 9º  | Sud América          | 20  | 24 | 7  | 6  | 11 | 28 | 39 | -11 |
| 10º | Cerro                | 19  | 24 | 6  | 7  | 11 | 24 | 35 | -11 |
| 11º | Danubio              | 17  | 24 | 4  | 9  | 11 | 20 | 28 | -8  |
| 12º | Liverpool            | 17  | 24 | 5  | 7  | 12 | 19 | 37 | -18 |
| 13º | Rentistas            | 17  | 24 | 3  | 11 | 10 | 16 | 36 | -20 |

|  | Campeão uruguaio e classificado à Liguilla Pré-Libertadores. |
|  | Classificados à Liguilla Pré-Libertadores.                   |
|  | Rebaixado à Segunda Divisão.                                 |

Promovidos para a próxima temporada: Progreso e Miramar.

## Liguilla Pré-Libertadores da América
A Liguilla Pré-Libertadores da América de 1979 foi a 6ª edição da história da Liguilla Pré-Libertadores, competição disputada entre as temporadas de 1974 e 2008–09, a fim de definir quais seriam os clubes representantes do futebol uruguaio nas competições da CONMEBOL. O torneio de 1979 consistiu em uma competição com um turno, no sistema de todos contra todos. Como Defensor e Nacional empataram em número de pontos, foi jogada uma partida final para decidir quem venceria a Liguilla Pré-Libertadores. O campeão foi o Defensor, que venceu o Nacional por 1 a 0 na final e obteve seu 2º título da Liguilla.

### Classificação da Liguilla
| Pos | Equipe      | Pts | J | V | E | D | GP | GC | SG |
| --- | ----------- | --- | - | - | - | - | -- | -- | -- |
| 1º  | Defensor    | 7   | 5 | 2 | 3 | 0 | 7  | 3  | 4  |
| 2º  | Nacional    | 7   | 5 | 3 | 1 | 1 | 9  | 6  | 3  |
| 3º  | Peñarol     | 6   | 5 | 2 | 2 | 1 | 6  | 5  | 1  |
| 4º  | River Plate | 5   | 5 | 2 | 1 | 2 | 8  | 4  | 4  |
| 5º  | Danubio     | 3   | 5 | 1 | 1 | 3 | 5  | 10 | -5 |
| 6º  | Fénix       | 2   | 5 | 1 | 0 | 4 | 5  | 12 | -7 |

|  | Disputam a final da Liguilla valendo a 1ª vaga à Libertadores de 1980. |
|  | Disputa a 2ª vaga à Libertadores de 1980 com o perdedor da final.      |

### Final da Liguilla
| {{{data}}} | Defensor | 1 – 0  | Nacional |  |
|            |          | data = |          |  |

### Disputa pela 2ª vaga à Libertadores de 1980
| {{{data}}} | Nacional | 2 – 0  | Peñarol |  |
|            |          | data = |         |  |

Nacional classificado à Copa Libertadores da América de 1980 juntamente com o Defensor.

## Premiação
| Campeonato Uruguaio de 1979  |
| ---------------------------- |
| Peñarol Campeão (36º título) |